# Скай Тауер
Скай Тауер (англ. Sky Tower) — телекомунікаційна вежа в Окленді, Нова Зеландія. Висота вежі становить 328 метрів і вона є найвищою спорудою в південній півкулі. Будівництво було розпочато в 1994 і завершено в 1997 році. 
Вежа є частиною комплексу казино SKYCITY Окленд. В Скай Тауері розташовані 2 ресторани, один з котрих обертається на 360° раз на годину і розташований на висоті 190 метрів. Також у вежі розташовані три оглядових майданчики. Нижній на висоті 186 метрів, верхній на висоті 220 метрів. На висоті 192 метри розташований майданчик SkyJump, з котрого проводяться стрибки (банджі-джампінг) з альпіністським спорядженням.
Будівництво вежі обійшлося в $50 млн.